# Leptophascum
Leptophascum là một chi rêu trong họ Pottiaceae.